# Песке Олександр Іванович
Олександр Іванович Песке (рос. Александр Иванович Песке; нар. 1810 — пом. близько 1888 ) — російський архітектор, академік архітектури (1841).

## Біографічні відомості
Народився 1810 року в Подільській губернії. Син могилівського повітового архітектора. За віросповідуванням — лютеранин.
Навчався в Подільській гімназії у Вінниці (згодом відома як Кам'янець-Подільська чоловіча гімназія) та Харківському університеті.
Далі навчався в Петербурзькій академії мистецтв: від 1832 року як «вільний слухач», 1833 року переведено на державне утримання. Отримав медалі: 1834 року — другу срібну; 1835 року — першу срібну; 1836 року — другу золоту за «проєкт училища правознавства». 1836 року випущено з академії з атестатом першого ступеня.
Від 1836 року архітектор Петергофського палацового правління. У травні 1841 року надано звання «призначеного», а в грудні того ж року — звання академіка за «проєкт Імператорського ліцею на 250 осіб».
1843 року направлений до Казані в будівельну комісію з відновлення міста після пожежі 1842 року. У 1846 — 1856 роках працював у Казані міським архітектором. 1855 року розробив проєкт костелу в Казані .
У 1857 — 1860 роках був губернським архітектором Волинської губернії .
1864 року Песке, щойно призначений на посаду подільського губернського архітектора, розробив проєкт Новопланівського мосту в Кам'янці-Подільському . Далі він працював губернським архітектором у Пензенській губернії .
Будучи обласним архітектором Бессарабської області (у 1868 — 1876 роках) , Песке, крім нагляду в повітових містах Бессарабії за виконаними молодшими техніками роботами (із перевіркою кошторисів і технічних розрахунків по них), брав участь ще в облаштуванні Кишинівського окружного суду. 1871 року опублікував у Кишиневі накладом 400 примірників працю «Про стиль і характер ассирійських художніх творів, знову відкритих в околицях Могуля, Хорзабада та Куюнджика на лівому березі Тигра» (рос. «О стиле и характере ассирийских художественных произведений, вновь открытых в окрестностях Могуля, Хорзабада и Куюнджика на левом берегу р. Тигра»).
Автор проєктів споруд у руслі пізнього російського класицизму та романтизму. Крім архітектури, досяг успіху в пейзажному живопису (був учнем Максима Воробйова).